# M2 Polaavtopat
Die Polaavtopat M2 war eine nordmazedonische Halbautobahn, die von der A1 (ehm. M1) bei Kumanovo zur bulgarischen Grenze bei Devebair führen sollte. Nach der Änderung der Autobahnnummerierung in Nordmazedonien Ende 2011 wurde diese Halbautobahn in die A2 integriert.

## Ausbaustand
Derzeit ist die Straße nur bis Rankovce als Halbautobahn ausgeführt, allerdings sind bis auf die Anschlussstelle Kumanovo derzeit keine höhenfreien Kreuzungen vorhanden. Dieser Streckenabschnitt soll zusammen mit dem in Planung befindlichen Teilstück bis zur bulgarischen Grenze entsprechend ausgebaut werden.